# De Hoop (Giesbeek)
De windkorenmolen De Hoop staat aan de Meentsestraat 3 in Giesbeek. Het is een ronde stenen stellingmolen. De molen werd in 1888 als beltmolen gebouwd. In 1927 schoven de kap en het wiekenkruis van de molen af en was een ingrijpende restauratie noodzakelijk. Tijdens de Tweede Wereldoorlog werd De Hoop zwaar beschadigd. Pas in 1956 is de molen hersteld, waarbij onderdelen uit de molen De Dankbaarheid te Kreijel zijn gebruikt. In 1964 werd het gehele binnenwerk uitgebroken en werd de belt afgegraven. In 1979 kocht de gemeente Angerlo de molen om hem in 1981 te herstellen. Hierbij werd de voormalige beltmolen definitief een stellingmolen. Een deel van de stelling wordt gevormd door het dak van de naast de molen gebouwde supermarkt.
Op zaterdagen is de molenwinkel geopend van 9:00 - 13:00 en is de molen te bezoeken.
De Hoop heeft een maalkoppel met 16der (140 cm doorsnede) kunststenen, waarmee graan voor verschillende bakkers wordt gemalen.
De wieken zijn voorzien van het Systeem van Bussel met neusremkleppen op beide roeden. De gelaste roeden zijn 20,50 m lang en in 1982 gemaakt door de molenmaker Groot Wesseldijk. De binnenroede heeft nummer 2 en de buitenroede nummer 3.
De 4,40 m lange gietijzeren bovenas is door de ijzergieterij Prins van Oranje gegoten in 1876 en heeft nummer 1019.
De molen heeft een Engels kruiwerk dat gekruid wordt met behulp van een kruiwiel.
De molen wordt gevangen, stilgezet, met een Vlaamse vang, die wordt bediend met een vangtrommel.
Het luiwerk is een sleepluiwerk.

## Overbrengingen
- De overbrengingsverhouding is 1 : 6,2.
- Het bovenwiel heeft 57 kammen en de bovenbonkelaar heeft 30 kammen. De koningsspil draait hierdoor 1,9 keer sneller dan de bovenas. De steek, de afstand tussen de staven, is 11,8 cm.
- Het spoorwiel heeft 82 kammen en het steenrondsel 25 staven. Het steenrondsel draait hierdoor 3,28 keer sneller dan de koningsspil en 6,23 keer sneller dan de bovenas. De steek is 8 cm.

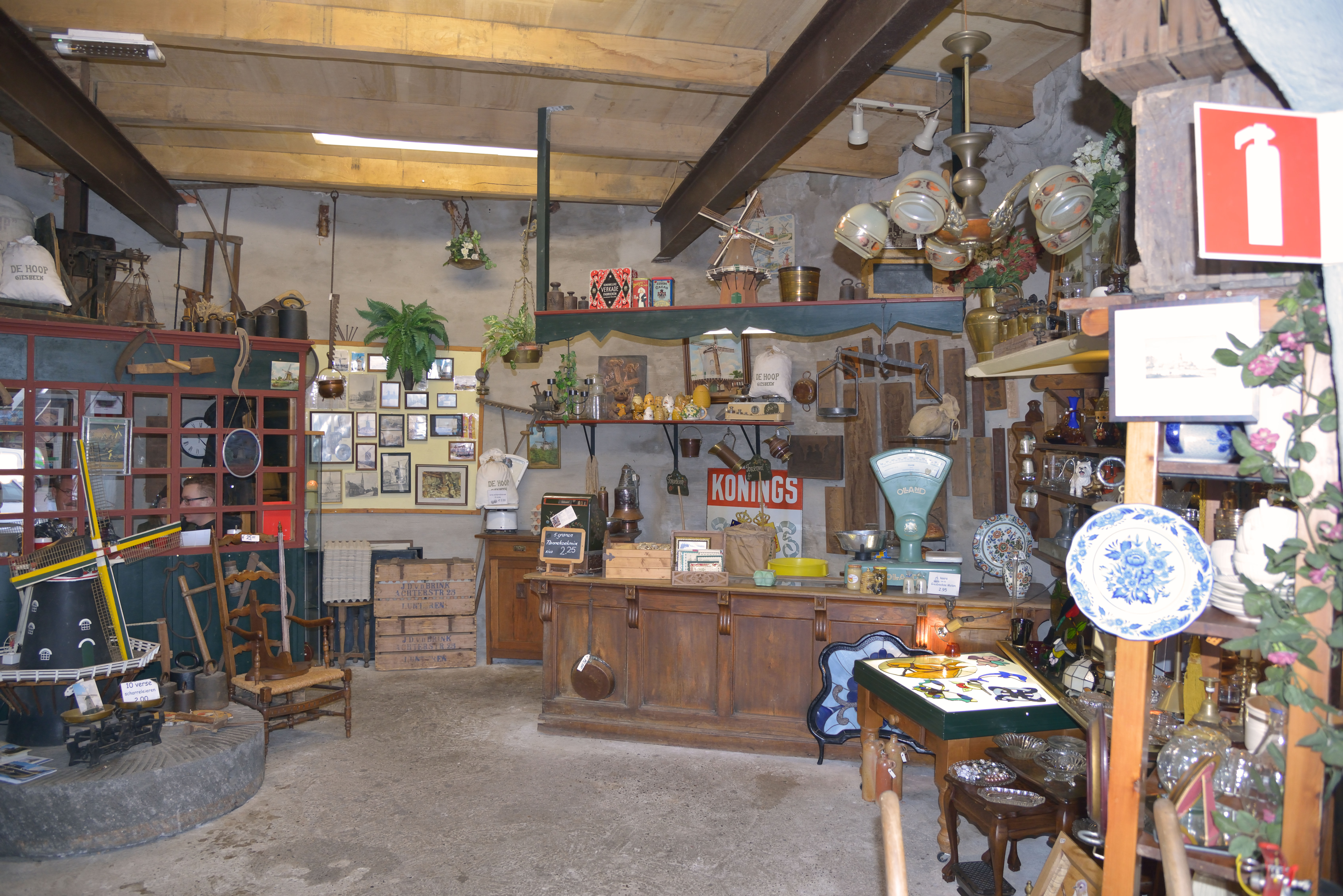
Winkel
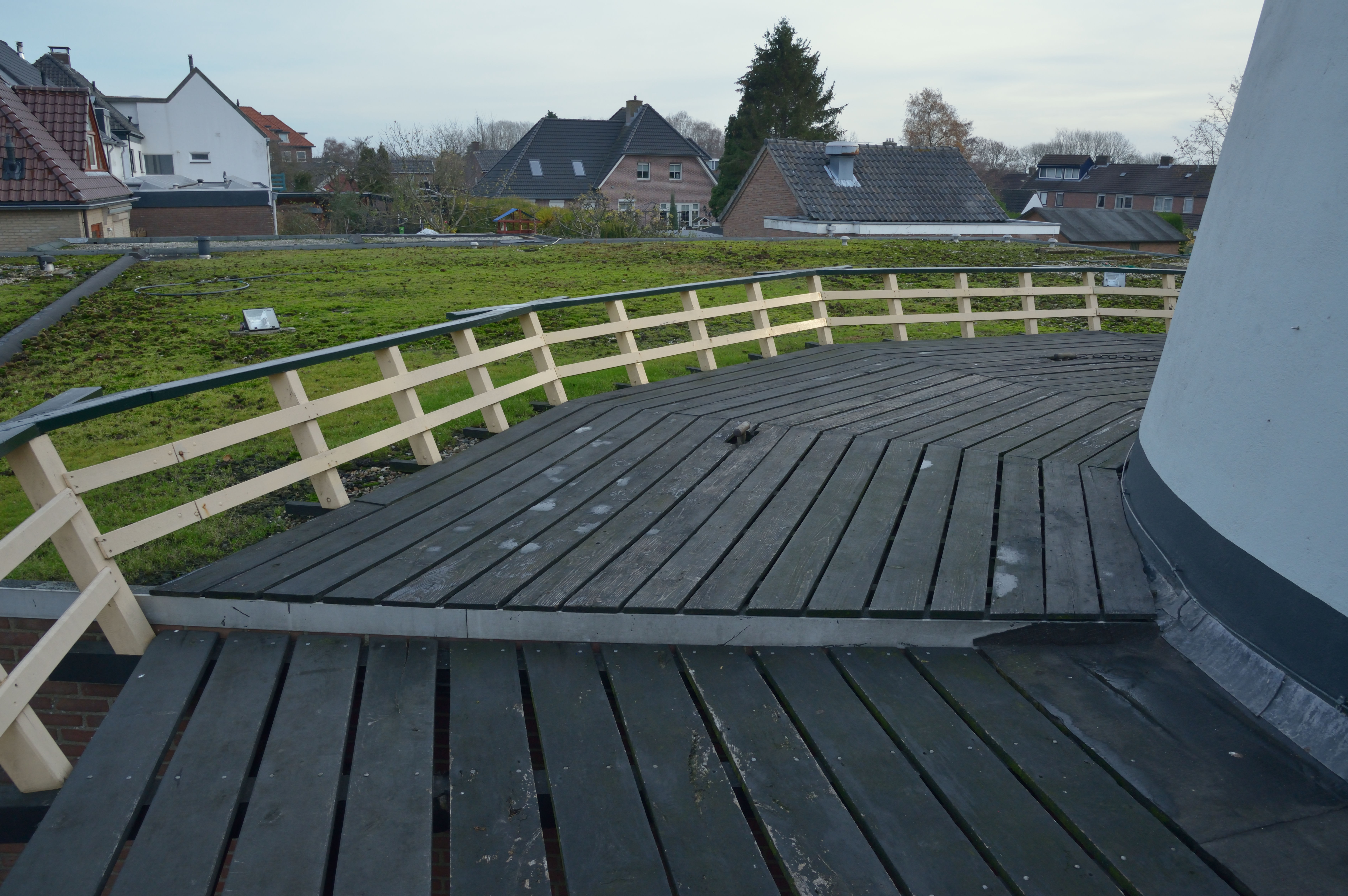
Stelling
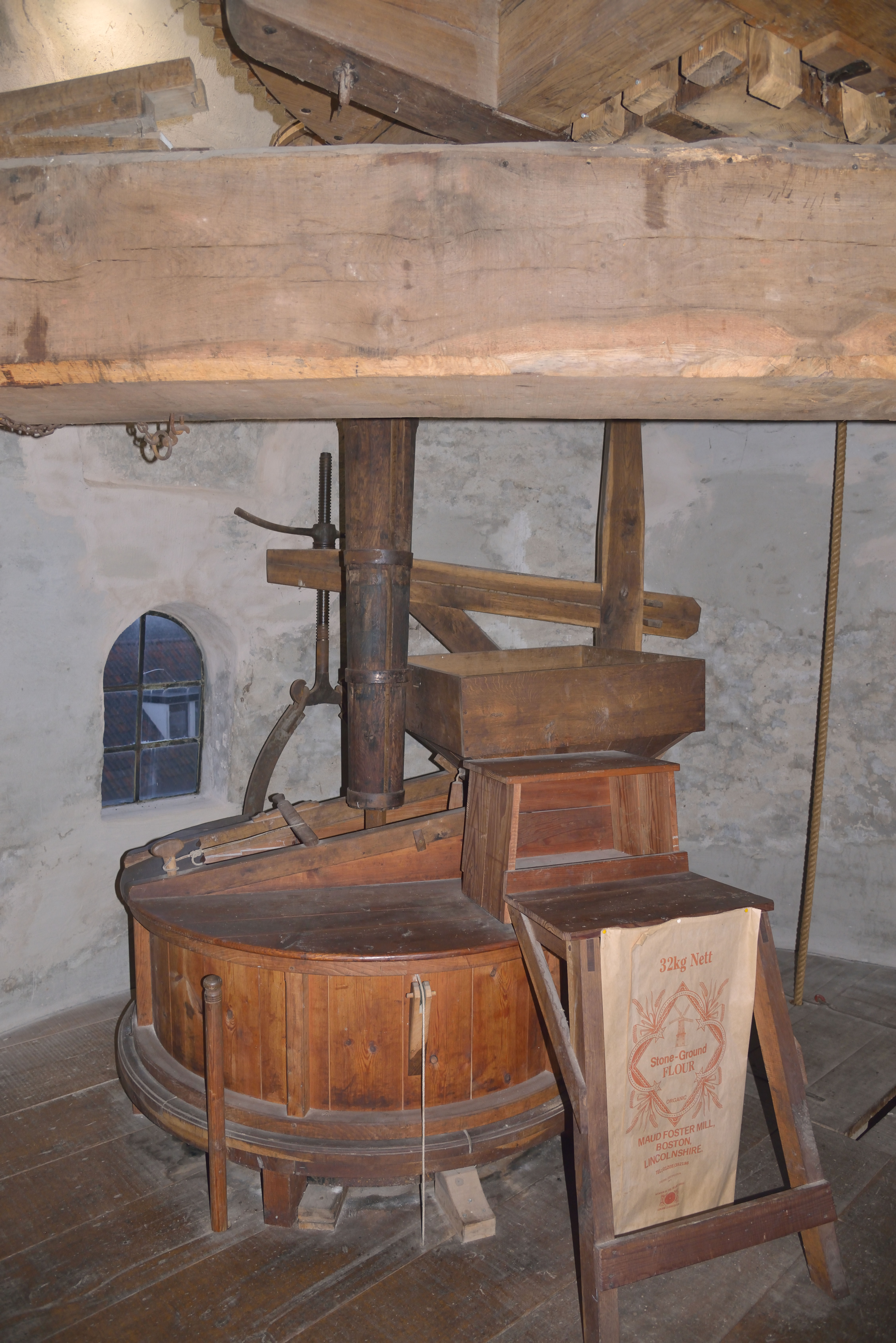
Maalkoppel
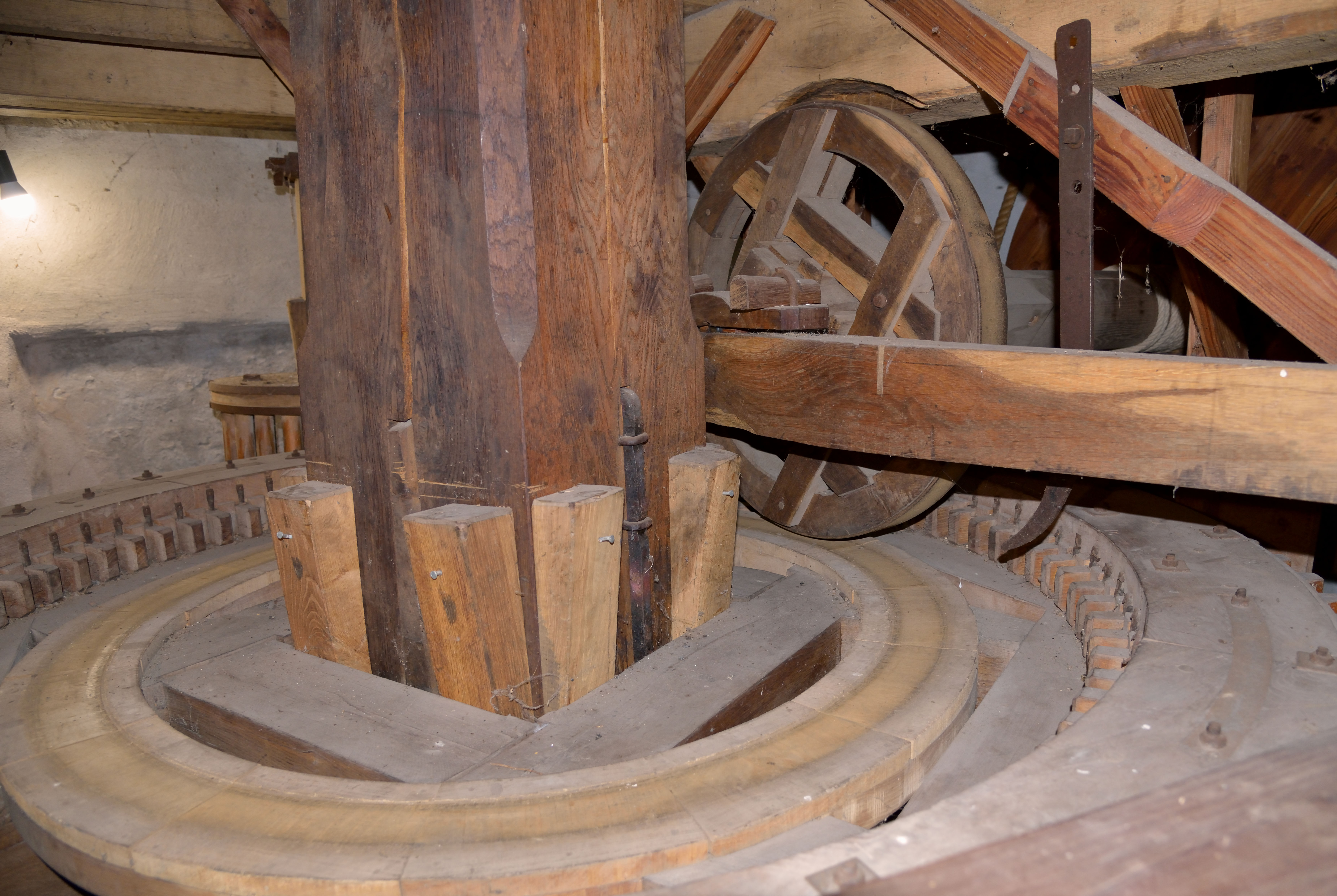
Luiwerk
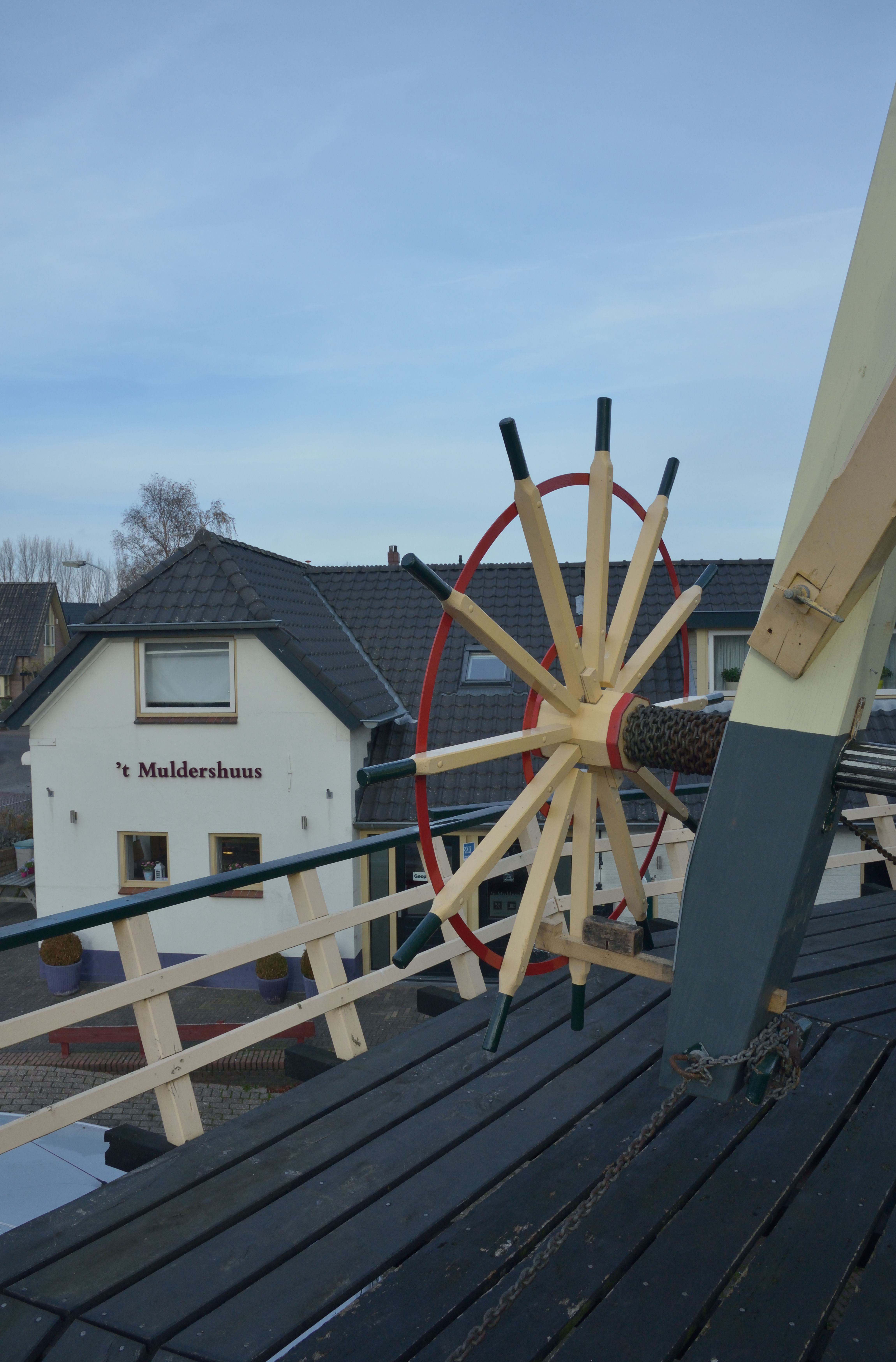
Kruiwiel
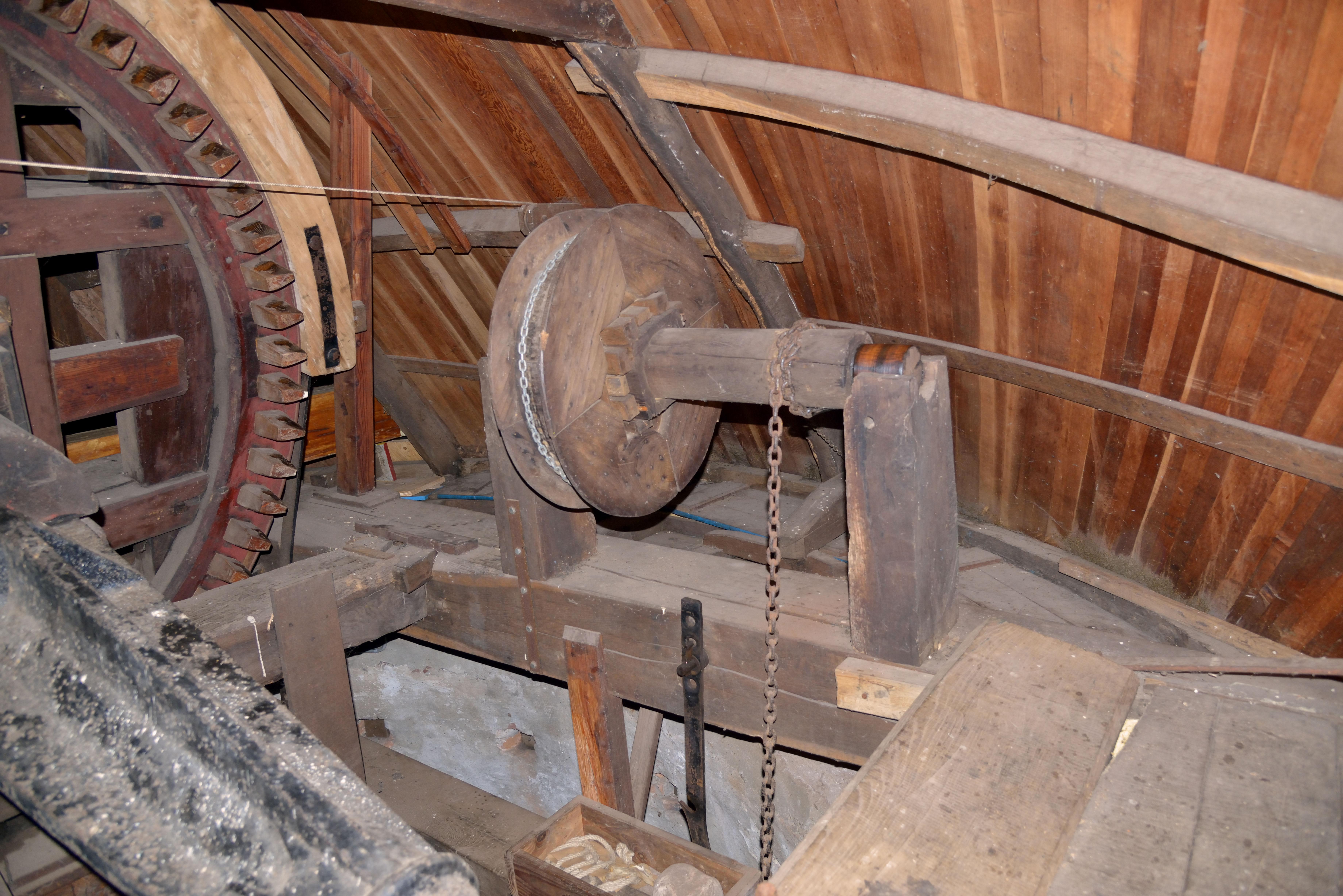
Vangtrommel
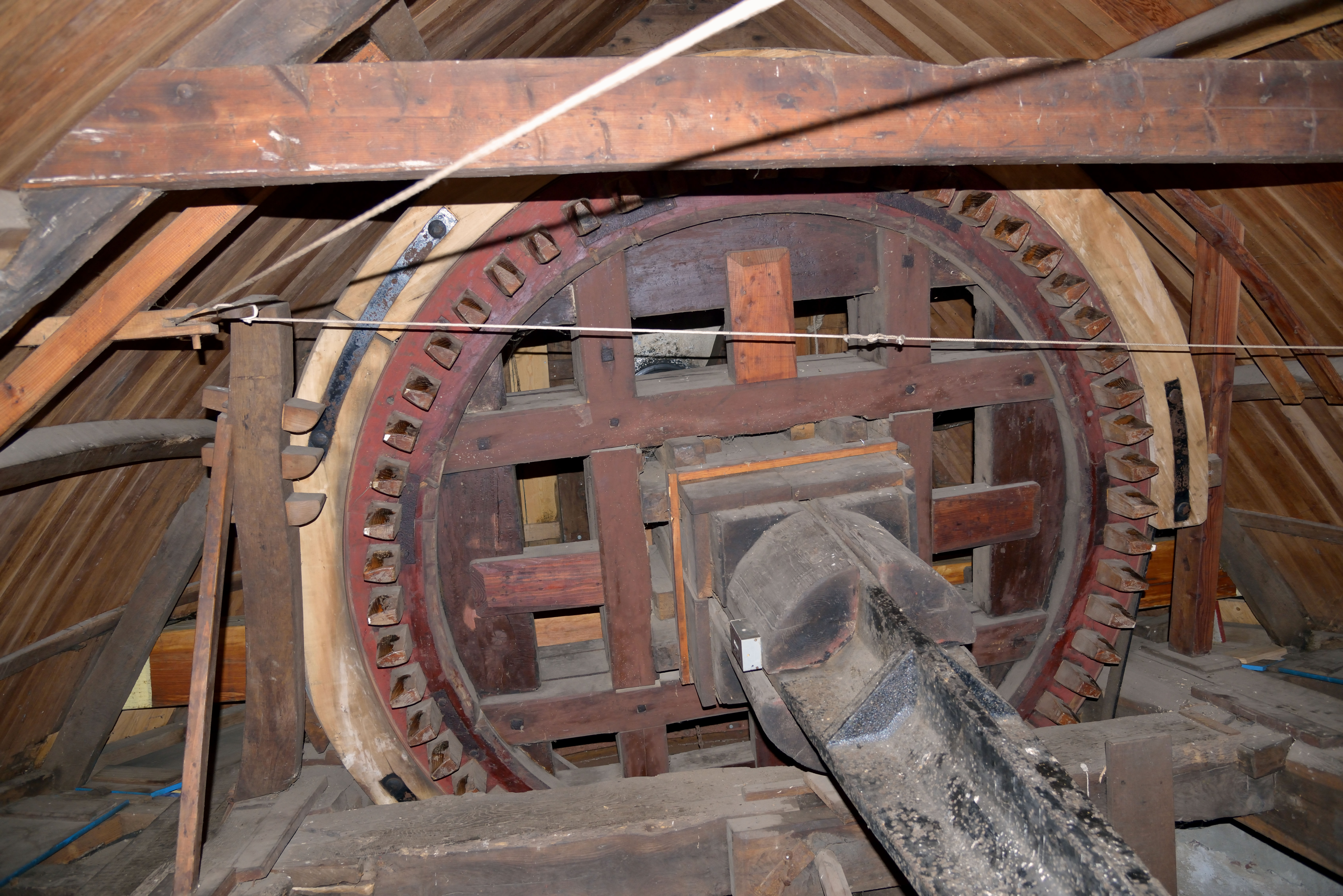
Bovenwiel
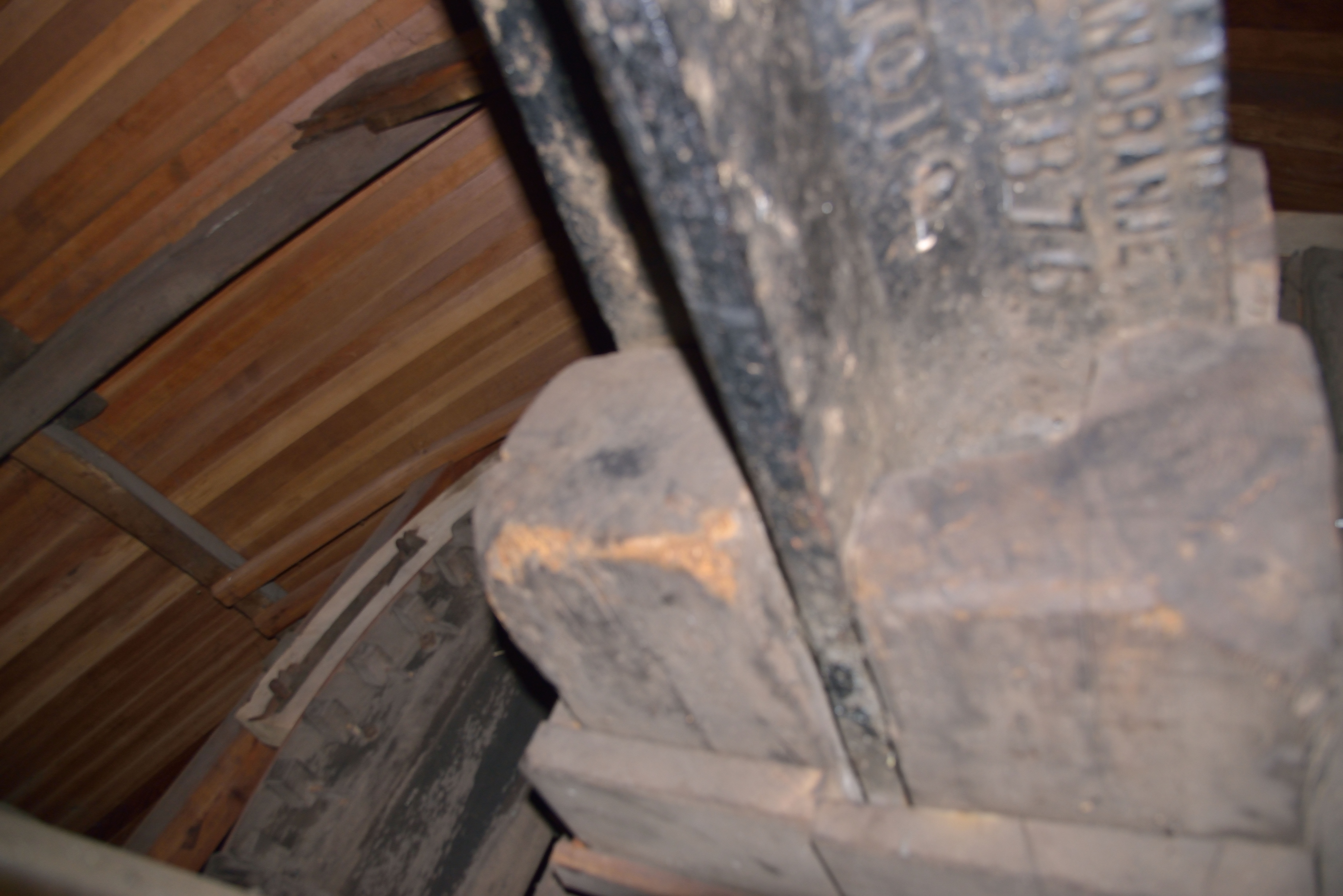
Bovenas